# Turośl
Turośl [pronunciación en polaco: /ˈturɔɕl/] (en alemán: Turoscheln (1938-45: Mittenheide)) es un pueblo en el distrito administrativo de Gmina Pisz, dentro del distrito de Pisz, voivodato de Varmia y Masuria, en el norte de Polonia. Se encuentra a unos 18 kilómetros al suroeste de Pisz y 79 kilómetros al este de la capital regional, Olsztyn.

## Residentes notables
- Paul Piechowski (1892-1966), pastor luterano.